# Osservatorio giuridico-legislativo
L'Osservatorio giuridico-legislativo (spesso abbreviato in OGL) è un'istituzione della Chiesa cattolica italiana che risponde alle esigenze di aggiornamento sulla elaborazione legislativa e giurisprudenziale delle diocesi italiane.
Contenuto del decreto CEI del 16 giugno 1972, che introduceva le messe prefestive.
L'Osservatorio è una struttura della Conferenza episcopale italiana ed è stata creata nel 1994 con lo scopo di fungere da organo per l'aggiornamento riguardo alle attività legislative e giurisprudenziali della assemblea generale dei vescovi. Nel 2000 è stata stesa una bozza di statuto.
La sede centrale dell'Osservatorio è a Roma, ma sedi periferiche sono presenti su tutto il territorio italiano in ogni regione ecclesiastica, e quindi ulteriormente per ogni diocesi.
L'Osservatorio ha un proprio centro di documentazione che si occupa dell'attività legislativa del Parlamento italiano. Inoltre, l'Osservatorio pubblica per proprio conto un Notiziario con diverse rubriche tra le quali Il mese del Parlamento, che sintetizza l'attività legislativa del Parlamento italiano e L'Agenda dell'Osservatorio che rende conto dei progetti discussi in seno alla Conferenza Episcopale Italiana.